# 潘雲超

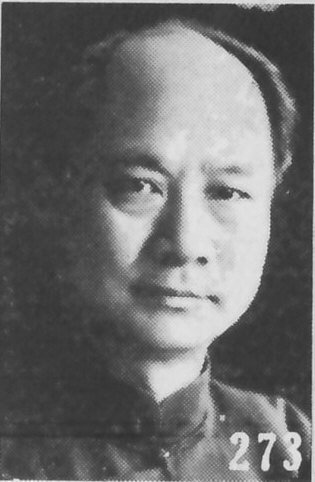
《最新支那要人传》中的潘雲超照片

潘雲超（1882年？—？）字智远（一作知远 ），别号蕴巢 ，顺天府通州（今北京市通州区）人，中华民国政治人物。曾任中国国民党中央监察委员，改组派要人。

## 生平

### 《益世报》事件
1915年10月，《益世报》 由比利时天主教传教士雷鸣远在天津创办。1916年，又创办《益世报》北京版，经理为杜竹轩，总编辑为潘云超。
五四运动时期，《益世报》一直支持学生运动，批判亲日的安福俱乐部政客。该报1919年5月7日刊登《对外怒潮影响之扩大》、5月13日刊登《正告曹汝霖》、5月16日刊登《劝告军警》。5月23日，刊登了成舍我撰写的社论《安福与强盗》，矛头直指安福系政客。1919年5月23日，《益世报》 转载了上海《新闻报》的一则“山东第五师全体士兵敬告全国同胞电”。通电见报之后，京畿警备总司令部（段芝贵任司令）随即致函京师警察厅称：“该报所载显系煽惑军队，鼓荡风潮”，要求京师警察厅依照《戒严法》将《益世报》“即行封闭，并将该报负责人查传送究，以杜煽惑而示惩儆。”
5月21日，日本驻华公使小幡酉吉照会中国外交部，代表日本政府要求中国管制言论：“贵国政府对此等行动毫无取缔，宁是不可解也。”“而对此荒唐无稽无政府主义之主张与阻害友邦邦交、挑拨两国国民恶感之言动，不加何等之取缔，是本公使之甚感遗憾者也。”
1919年5月24日凌晨两点，京师警察厅外右二区警署会同侦缉队包围了北京南新华街的《益世报》北京馆，逮捕了刚从通县家中乘车回到报馆的《益世报》总编潘云超（蕴巢），查封报馆。在此之前，北京学生联合会出版的《五七日刊》、《救国》已遭京师警察厅以未经呈报立案为理由查禁，秘密刊物如《进化杂志》、《民声》等也被查禁并没收，《益世报》则是首家被查封的公开出版发行的报纸。
因《益世报》创办人雷鸣远是比利时传教士，《益世报》京版曾在美国使馆注册，故经美国方面干涉，《益世报》停刊3日后复刊。但北洋政府将《益世报》总编潘云超送审。 
潘云超被捕当晚即遭讯问，潘云超供称其于5月21日回通县料理家事，5月23日晚乘车回到北京，故5月23日所出的《益世报》系由他人经手，潘云超并不知情。两天之后，潘云超在申诉书中重申不知5月23日登载通电之事，同时对京师警察厅指该电文“煽惑军人”、“有作用”进行驳斥：“益世报乃立独之营业报，与任何党派皆无关系，故持论力求公正，不敢有所偏倚”，“智远既知编辑之宗旨与手续，则该条新闻必有根据，必无作用，实可断言。遽加煽惑军人之罪，实不敢承认。”
起初京畿警备总司令部称《益世报》违反《戒严法》，但国会众议员王文璞当即提出质问书称：“未曾宣告戒严之时而滥用《戒严法》”为非法。京师警察厅随后接到司法部咨文：“查妨害秩序，刑律具有处章。”京师警察厅于是审查了《益世报》有关五四运动的报道，罗列出了违反出版法、公然侮辱官员、煽惑军警妨害治安等多项罪名，于5月28日将潘云超移送京师地方检察厅。
根据1919年6月7日京师地方检察厅司法警察巡官张永信、瑞征给京师警察厅司法处的呈称，5月29日主任检察官杨天寿提讯潘云超，讯问时“饬令巡警退出，不令站堂”，讯问内容不详。京师地方检察厅将此案扩大化，5月30日，京师地方检察厅致函京师警察厅总监吴炳湘称，“查出版法所称著作人即系编辑人固毫无疑义，惟依该法第二条、第十五条之规定，发行人及印刷人均应与著作人负同等之责任。”要求将《益世报》的发行人、印刷人一并查传送厅。
京师地方检察厅将潘云超等人提请公诉后，虽然被告方聘请了大律师刘崇佑，刘崇佑在法庭上有力驳斥了起诉书指控的诸罪，但审判仅仅是走过场。6月21日，京师地方审判厅刑事二庭判决：“《益世报》总编辑潘云超，以煽惑他人犯杀人罪之所为，处五等有期徒刑十月；又侮辱官员之所为，处五等有期徒刑二月；又妨害治安之所为，处五等有期徒刑二月。合并执行有期徒刑一年。发行人李雪舫、印刷人曹万有，以妨害治安罪，各处五等有期徒刑二月。”
潘云超被捕后，《益世报》因此销量大增。《益世报》经理杜竹轩还让写《安福与强盗》的成舍我代行总编辑职务，直到潘云超刑满出狱。 

### 国民党要员
1926年1月，中國國民黨第二次全國代表大會在广州召开，1月16日大会选举潘云超为候补中央監察委員。1927年，潘云超曾任中国国民党湖北特别委员会委员。1927年5月20日，任武汉国民政府监察院监察委员。1927年9月19日，被选定为中国国民党中央特别委员会组织部委员。1927年11月19日，任南京国民政府监察院监察委员。
1928年1月31日，中国國民黨中央委員全體會議因蔣中正調停，召开執行委員聯席會議，決定粵方委員何香凝、陳樹人、王法勤、王樂平、潘雲超五人照常行使職權，定于2月1日召開第二屆中央執行委員會第四次全體會議。1928年2月1日，中國國民黨第二屆中央執行委員會第四次全體會議預備會開會。2月2日，第二屆中央執行委員會第四次全體會議正式召开。1928年5月，潘云超负责中国国民党改组同志会总务。
1928年8月4日，中国國民黨第二屆中央執行委員會第五次全體會議第一次預備會開會，蔣中正为主席，推举譚延闓等人為提案審查委員，邀请馮玉祥、閻錫山、楊樹莊列席，並電邀在上海的何香凝、王法勤、王樂平、陳樹人、陳公博、顧孟餘、潘雲超出席，蔣中正即親赴上海邀请（李煜瀛、張人傑、吳敬恆等人表示反對）。
1928年8月8日，中國國民黨第二屆中央執行委員會第五次全體大會在南京正式召开。到会的執行委員24人、候補執行委員1人，監察委員8人、候補監察委員1人（粵方委員何香凝、陳樹人、王法勤、王樂平、潘雲超均到会，陳公博、顧孟餘未到会），暫定民国十八年（1929年）1月1日為總理孙中山的安葬日，並電请宋庆龄及海外各委員先期回國。
1929年3月13日，汪兆銘、王法勤、陳公博、王樂平、顧孟餘、陳樹人、何香凝、甘乃光、潘雲超等14人宣言反對南京的中国国民党第三次全國代表大會。10月3日，中国国民党中常會議決將陳公博、王法勤、柏文蔚、朱霽青、白雲梯、王樂平、顧孟餘、陳樹人、潘雲超、郭春濤等交由國民政府明令緝拿。11月28日，中国国民党中常會開除改組派王法勤、柏文蔚、朱霽青、白雲梯、王樂平、顧孟餘、陳樹人、潘雲超、郭春濤九人的中国国民党黨籍。
1930年7月13日，改組派、西山会议派及閻錫山的代表在北平举行會議，王法勤任臨時主席，召開中央擴大會議，由廣州的中国国民党第二屆中央執行委員會（改組派）宣言提議，上海的中国国民党第二次全国代表大会（西山会议派）宣言贊同，即由汪兆銘、閻錫山、王法勤、謝持、馮玉祥、柏文蔚、鄧澤如、陳嘉祐、鄒魯、覃振、趙戴文、李宗仁、黃紹竑、許崇智、朱霽青、趙丕廉、陳璧君、張知本、茅祖權、熊克武、陳公博、顧孟餘、潘雲超、陳樹人、鹿鍾麟、商震、白雲梯、薛篤弼、郭春濤、傅汝霖30人具名宣言，指摘蔣中正，希於最短期間依法召开中国国民党第三次全国代表大會，同時召集國民會議（是日上述30人中實到10人）。
1930年9月20日，汪兆銘、陳公博、謝持、鄒魯、陳嘉祐、陳樹人、覃振、白雲梯、潘雲超等人離开北平赴石家莊，擴大會議結束。
1931年12月，潘雲超当选为中国国民党第四届候补中央监察委员。 1933年1月12日，出任国民政府立法院第三届立法委员。1935年12月，当选为中国国民党第五届候补中央监察委员。

## 逸事
潘云超得知汪精卫离开重庆后，不信汪精卫会更进一步投靠日本。及至汪精卫离开河内投日本，潘云超乃大为愤恨，手书“公勿渡河，公竟渡河，渡河而死，其奈公何。”
潘云超往日居南京时，有人告之蒙藏委员会有一委员也叫潘云超（湖北人，当时又称“南潘”，以别于“北潘”潘云超），潘云超说：“姓潘的，两个何碍？君曾观北京旧日梅、程等合演之四《五花洞》乎？那里竟有四个！”